# Brontosaurus
Brontosaurus (do grego "Lagarto Trovão"), o brontossauro, foi um gênero de dinossauro da família Diplodocidae que ocorreu no Jurássico Superior da América do Norte, sendo reconhecidas três espécies. O Brontosaurus, táxon primo do Apatosaurus, era um saurópode robusto e com uma caixa torácica profunda e membros fortes. O pescoço não era muito flexível na posição vertical e a cabeça estaria mais orientada na direção do solo, provavelmente por se alimentar de vegetação mais rasteira. A cauda afunilava na direção da ponta e podia produzir um barulho alto, semelhante ao de um chicote.
O gênero Brontosaurus foi descrito por Othniel Charles Marsh em 1879. Em 1903 Elmer Samuel Riggs considerou o gênero como sinônimo de Apatosaurus. Em 2015 uma revisão extensiva da família Diplodocidae restaurou Brontosaurus como um gênero válido.
Espécies reconhecidas:
| Espécies               | Autor(es), ano              | Idade                    | Unidade           | Localidade | Notas                                                                                            |
| ---------------------- | --------------------------- | ------------------------ | ----------------- | ---------- | ------------------------------------------------------------------------------------------------ |
| Brontosaurus excelsus  | Marsh, 1879                 | Kimmeridgiano-Tithoniano | Formação Morrison | EUA        | Inclui Brontosaurus amplus Marsh, 1881 como sinônimo.                                            |
| Brontosaurus parvus    | (Putterson & Gilmore, 1902) | Kimmeridgiano            | Formação Morrison | EUA        | Descrito como Elosaurus parvus.                                                                  |
| Brontosaurus yahnahpin | (Filla & Redman, 1994)      | Kimmeridgiano            | Formação Morrison | EUA        | Descrito como Apatosaurus yahnahpin, e posteriormente recombinado como Eobrontosaurus yahnahpin. |